# Armorial des communes du Bas-Rhin

Blason de la Basse-Alsace et du Bas-Rhin : De gueules à la bande d'argent coticée-fleuronnée de même.

L’armorial des communes du Bas-Rhin regroupe les armoiries (figures et blasonnements) des communes du département du Bas-Rhin (ainsi que les armoiries historiques de ses anciennes communes).
En raison de sa taille importante, l'armorial est découpé en quatre pages distinctes :
- les communes de A à H ;
- les communes de I à R ;
- les communes de S à Z ;
- les anciennes communes.